# Metriopelia
Metriopelia és un gènere d'ocells de la família dels colúmbids (Columbidae). Agrupa espècies natives de la serralada dels Andes, en Amèrica del Sud.

## Descripció
Fan entre 16 cm fins a 21 cm d'amplada alar. Les ales són de color cendra i més grosses que les de les tórtores de color marró. Les escapulars alars i la cua són de color negre. En tres espècies es presenta la pell al voltant dels ulls nua i de color carbassa. Les quatre espècies tenen la pell orbital carbassa.

## Taxonomia
Metropelia, que es considera una branca del gènere Columbina. De les quatre espècies, Metriopelia ceciliae i M. morenoi són al·lopàtriques i representatives geogràficament. M. aymara i M. elanoptera són simpàtriques malgrat la diferència de mida, estan més relacionats entre si que amb les altres dues espècies.
El gènere va ser introduït pel naturalista francès Charles Lucien Bonaparte el 1855 amb la tórtora terrestre alanegra (Metriopelia melanoptera) com a espècie tipus. El nom del gènere combina el grec antic «metrios» que significa “modest” amb «peleia» que significa “colom”.
Segons la Classificació del Congrés Ornitològic Internacional (versió 14.2, 2024) aquest gènere està format per 4 espècies:
- tórtora terrestre aimara (Metriopelia aymara).
- tórtora terrestre de Cécile (Metriopelia ceciliae).
- tórtora terrestre alanegra (Metriopelia melanoptera).
- tórtora terrestre de Moreno (Metriopelia morenoi).